# 紅狗母魚
紅狗母魚，為輻鰭魚綱仙女魚目合齒魚亞目合齒魚科的其中一種，分布於東大西洋區，從馬德拉群島、加那利群島至聖赫勒拿島；西大西洋區，從美國佛羅里達州至烏拉圭海域，棲息深度可達114公尺，體長可達33公分，為底棲性魚類，生活在礁石區，屬肉食性，生活習性不明，可作為食用魚。